# وعلان (یمن)
 وعلان  روستایی است در شرق (رداع) که امروزه به (المعسال) معروف است، از توابع استان مَهره 
در کشور یمن در شبه جزیره عربستان است. 

## جمعیت
جمعیت آن( ۳۲۱ ) نفر (۸ خانوار) می‌باشد.